# Mike Karakas
Michael „Mike“ Karakas (* 12. Dezember 1911 in Aurora, Minnesota; † 2. Mai 1992 in Wakefield Township, Minnesota) war ein US-amerikanischer Eishockeytorwart, der zwischen 1935 und 1946 unter anderem 359 Spiele in der National Hockey League (NHL) absolvierte. Von wenigen Einsätzen bei den Canadiens de Montréal abgesehen verbrachte er seine gesamte NHL-Karriere bei den Chicago Black Hawks, in deren Trikot er 1936 mit der Calder Trophy ausgezeichnet wurde und 1938 den Stanley Cup gewann.
Karakas war der erste US-Amerikaner, der sich in der NHL als Torhüter etablieren konnte, und wurde infolgedessen 1973 in die United States Hockey Hall of Fame gewählt, gleichzeitig war er der erste Spieler griechischer Abstammung in der NHL.

## Karriere

### Anfänge in der NHL
Mike Karakas begann seine professionelle Karriere in der American Hockey Association (AHA), wo er zwischen 1930 und 1935 für die Chicago Shamrocks, die St. Louis Flyers sowie für die Tulsa Oilers auflief. In der Saison 1934/35 wurde er dabei ins First All-Star Team der AHA gewählt, nachdem er die reguläre Saison mit einem Gegentorschnitt von 1,75 beendet hatte. Im Oktober 1935 wurde er von den Chicago Black Hawks aus der National Hockey League (NHL) verpflichtet, die damit auf die Verletzung ihres bisherigen Stammtorhüters Lorne Chabot reagierten. Als Ersatzmann gedacht, gewann Karakas vier von seinen ersten fünf NHL-Spielen und erzielte dabei zwei Shutouts, sodass er in der Folge zur Nummer eins der Black Hawks aufstieg und Chabot an die Montreal Maroons abgegeben wurde. Er beendete seine erste NHL-Saison mit 21 Siegen aus 45 Spielen, einem Gegentorschnitt von 1,85 sowie neun Shutouts, sodass er mit der Calder Trophy als bester Rookie der Liga ausgezeichnet wurde. Im vierten Jahr dieser Auszeichnung war er der erste geehrte Torwart. Zudem wurde er damit zum ersten US-Amerikaner, der auf der Torhüterposition regelmäßig in der NHL zum Einsatz kam.

### Stanley Cup und AHL
In den Playoffs 1938 gewann Karakas mit den Black Hawks den Stanley Cup. Dabei zog er sich im Halbfinale einen Zehenbruch zu, sodass er die ersten beiden Finalspiele verpasste. Beim Stand von 1:1 in der Serie kehrte er allerdings mithilfe einer Art selbst gebauter Stahlkappe an seinem Schlittschuh zurück aufs Eis und gewann mit Chicago die folgenden beiden Partien und somit auch die Finalserie.
Seine Leistungen und die der Mannschaft ließen in der Folge jedoch nach, sodass er Mitte der Saison 1939/40 an die Providence Reds aus der American Hockey League (AHL) abgegeben werden sollte. Dies verweigerte der Torhüter, sodass die Black Hawks ihn vorerst suspendierten, bevor er wenig später auf Wirken von Ligapräsident Frank Calder an die Canadiens de Montréal verliehen wurde. Dort ersetzte er den verletzten Wilf Cude in fünf Spielen, ehe er schließlich doch zu den Reds in die AHL wechselte und mit diesen prompt die Playoffs um den Calder Cup gewann. In der AHL verbrachte Karakas knapp drei Jahre, wobei er auch kurzzeitig das Tor der New Haven Eagles und der Springfield Indians hütete, und gehörte dabei einmal dem First All-Star Team sowie einmal dem Second All-Star Team der Liga an.

### Karriereende
Im Tausch für Hec Highton, Gordon Buttrey und 10.000 US-Dollar kehrte er schließlich im Januar 1944 zu den Black Hawks zurück und lief weitere zweieinhalb Jahre für die Mannschaft auf. In dieser Zeit erreichte der US-Amerikaner mit dem Team ein weiteres Stanley-Cup-Finale, unterlag 1944 jedoch den Canadiens de Montréal klar mit 0:4. Im Jahr darauf gehörte er zudem dem NHL Second All-Star Team an. Nach der Spielzeit 1945/46 schloss er sich erneut den Providence Reds an und ließ dort seine Laufbahn ausklingen. Insgesamt hatte er 369 NHL-Spiele absolviert, davon 125 gewonnen und 31 Shutouts erzielt, während zum Zeitpunkt seines Karriereendes kein Torhüter im Trikot der Black Hawks mehr Spiele bestritten oder gewonnen hatte.
1973 gehörte Karakas zu den ersten gewählten Mitgliedern der neu gegründeten United States Hockey Hall of Fame. Er verstarb am 2. Mai 1992 an den Folgen eines Hirntumors.

## Erfolge und Auszeichnungen
| - 1935 AHA First All-Star Team - 1936 Calder Trophy - 1938 Stanley-Cup-Gewinn mit den Chicago Black Hawks - 1940 Calder-Cup-Gewinn mit den Providence Reds | - 1941 AHL First All-Star Team - 1943 AHL Second All-Star Team - 1945 NHL Second All-Star Team - 1973 Aufnahme in die United States Hockey Hall of Fame |

## Karrierestatistik
(Legende zur Torhüterstatistik: GP oder Sp = Spiele insgesamt; W oder S = Siege; L oder N = Niederlagen; T oder U oder OT = Unentschieden oder Overtime- bzw. Shootout-Niederlage; Min. = Minuten; SOG oder SaT = Schüsse aufs Tor; GA oder GT = Gegentore; SO = Shutouts; GAA oder GTS = Gegentorschnitt; Sv% oder SVS% = Fangquote; EN = Empty Net Goal; 1 Play-downs/Relegation; Kursiv: Statistik nicht vollständig)